# 小野大輔
小野大輔（日语：／ Ono Daisuke，1978年5月4日—），是日本的男性聲優、歌手。高知縣出身。原屬事務所是Mausu Promotion，2016年2月1日宣佈退出Mausu Promotion成為自由身。高知县观光特使，2017年9月24日被出生地佐川町任命为观光大使。
代表作有《涼宮春日的憂鬱》（古泉一樹）、《黑執事》（賽巴斯欽‧米卡艾利斯）、《歡樂合唱團》（Finn Hudson）、《宇宙戰艦大和號2199》（古代進）、《JoJo的奇妙冒險》（空条承太郎）、《進擊的巨人》(艾爾文·史密斯) 等等。

## 人物簡介

### 經歷
- 日本青二塾週日養成所畢業。
- 在日本大學藝術學部放送學科就讀時，主要是專攻電視節目製作。但因為當時提出的企劃作品被教授評價的很差，所以轉而改以演出者方式參與，並在參與過程中感受到演戲的有趣，因此決定以成為聲優為目標。
- 但其實曾經跟他是同學的友人都表示，是因為身為組長的大輔對自己太沒自信，也不好意思去差遣別人，總是把事情往身上扛，才會使企劃不如預期。也同時表示企劃沒有小野大輔自己說的那麼差。
- 出道當時，以動畫節目的準常態出演（擔任非固定角色名的小角色配音）為主。
- 第一部擔任主角的動畫作品是《AIR》TV動畫版的男主角國崎往人。
- 在2006年放送的動畫《涼宮春日的憂鬱》以古泉一樹這個角色獲得廣大知名度，其後也陸續獲得許多要角演出。從帥氣知性的青年到有點脫線的搞笑角色，演出的類型範圍十分廣泛。
- 2007年以迷你專輯「ひねもす」開始以個人名義的音樂活動，也因此常使用もす作為活動場合及廣播的招呼。
- 同年與人氣聲優神谷浩史共同主持廣播節目「神谷浩史、小野大輔的DearGirl～Stories～」，被稱為奇蹟番組，官方周邊不計其數，其中包含漫畫、CD、音樂活動、見面會等等，曾製作三部電影，並且至海外取景。
- 2008年12月28號和同為聲優的岩田光央、鈴村健一、森久保祥太郎共同舉辦男聲優音樂活動Original Entertainment Paradise（オリジナル エンターテイメント パラダイス）簡稱orepara(おれパラ)，2014年作為leader持續每年舉辦音樂活動。
- 2008年以《南家三姊妹》保坂這個角色獲得聲優獎男優部門配角賞。
- 2009年自主組成男聲優團體，成員有當紅聲優，立花慎之介、菅島淳司、近藤孝行、日野聰、菅昭久義、福山潤，因七人都同在1978年馬年出生，因此成立並取名DABA，主要活動都是成員集資，發想為主，曾製作過廣播、音樂專輯、遊戲企劃等，發行過兩張ＤＶＤ，分別為「PROJECT DABA ドロケイ」、「PROJECT DABA×リアル脱出ゲーム 呪われた廃校からの脱出 -成仏させないと、ここから出られない-」內容有真人實境逃脫、大富翁遊戲、貓抓鼠等等，推出後廣受粉絲好評，曾締造日本Oricon單日DVD銷量排行榜第3名的紀錄。
- 2010年3月6日於第4回聲優獎以《黑執事》賽巴斯欽這個角色獲得聲優獎主演男優賞。
- 2011年與同為DABA成員的近藤孝行共同主持『小野大輔・近藤孝行の夢冒険〜Dragon&Tiger』廣播節目。
- 2015年憑藉「神谷浩史、小野大輔的DearGirl～Stories～」與神谷浩史一同獲得第九回聲優獎最佳主持賞，並再次獲得聲優獎主演男優賞。
- 2016年於武道館舉辦首次個人演唱會「Unlimited Door」，同年從所屬經紀公司老鼠社退社，成為無經紀公司的自由身份活動。
- 2017年在出生地高知縣被任命為觀光特使，也曾為高知名人阪本龍馬配音。
- 2020年主持個人廣播節目「Delightful Days」在TOKYO FM播送。
- 與高知酒廠聯名出款並監製，日本酒「司牡丹 Amaoto -雨音」
- 2021年，與近藤孝行組成TRD，於六月推出首張迷你專輯《TRAD》

### 人物
- 粉絲愛稱「小野D（OnoD）」DGS中神谷浩史的暱稱「HiroC」是聽眾配合「OnoD」幫神谷取的暱稱。小野一開始覺得這個暱稱太像是在直呼神谷（前輩）的名字（Hiroshi）而感到戰戰兢兢。
- 喜歡喝啤酒。
- 喜歡佛像。
- 老家在高知，家中經營「小野家具」店[2]（於2017年結束營業），並有一個經營獸醫院的哥哥。
- 媽媽是DGS的專業粉絲，也是小野大輔的大粉絲，通稱「媽媽D」，常在有大輔的見面會可以看到媽媽的蹤跡，會買下有小野出現的雜誌送給鄰居們。然而因小野常常忘記邀請媽媽參加自己的活動，媽媽會自己參加活動票劵的抽選，在小野不知情的情形下默默出席活動。
- 媽媽D喜歡的聲優第一名是小野大輔、第二名是鈴村健一、第三名是神谷浩史，曾說過神谷浩史就像自己的家人一樣。
- 對於自己的名字感到非常喜歡，只要衣服上有D字樣，通常就會買下來。
- 音樂活動的團隊是TeamD。
- 作為聲優界裡的四大輔以及三小野（小野友樹、小野賢章）為人所知。
- 曾在廣播中透漏十分想要參與夏目友人帳的演出，後來成功在夏目友人帳第六季第8集獲得出場機會。
- 喜歡雨天，每逢到場見面會幾乎都會下雨的「雨男」屬性，本人一度為此感到沮喪，但知道有增加注意力的優點後馬上振作起來。有一次聲優界裡的四大輔(平川大輔、浪川大輔、岸尾大輔、小野大輔)都在同一個錄音現場時，外面下起了狂風暴雨，便戲稱這是大輔們的魔力。
- 曾在夜晚沒有人的公園大聲的唱歌，因為這樣而嚇到一對小情侶。
- 接演元氣囝仔(半田清役)後，把原作提過的料理在現實中都做了一次。
- 為了維持身材，只要是步行能到的地方便會以步行的方式移動，實在是累了，便會搭計程車，不搭電車了。
- 前輩子安武人、石田彰都對自己十分嚴格，而自己也十分尊重對方。
- 和同為1978年出生的福山潤、近藤孝行、菅沼久義、日野聰、立花慎之介、間島淳司組成「PROJECT DABA」。

- 他配的許多角色中都有少許的怪癖。像是涼宮春日的憂鬱裡的古泉。他也會在配音結束後對同事做出滿有趣的事來。
- 在涼宮春日的見面會上用了噁心帥一詞調侃了自己出演的古泉一樹，但日後卻有粉絲就這樣代稱自己，曾在自己的專欄裡透漏，如果是指角色塑造很好，他會覺得很開心，但是如果是指他本人，他會很受傷。之後在Dear Girl ~Stories~廣播）裡，神谷浩史也曾說過，說小野大輔噁心會讓他消沉。
- 有段時間第一部主役的主題曲AIR當成自己的手機鈴聲使用。
- 業界公認的好人，常常說只要能看到觀眾的笑容就會覺得很幸福，也被前輩說過是個非常直率沒有心機的人，即便當時已經43歲了。
- 非常喜歡JOJO的奇妙冒險，為第三部主角空條承太郎配音非常的開心，在與主演第六部石之海的女主角，空條徐倫的聲優菲魯茲·藍一起做廣播時，玩梗的密集度相當之高，也在聲優見面會上發揮出十分的廚力。
- 常接演各方面能力很強的角色，例如進擊的巨人艾爾文團長、黑執事的賽巴斯欽、無頭騎士異聞錄的平和島靜雄等等...尤其因為JOJO空條承太郎的設定，因此被粉絲稱為是無敵的聲音。
- 常常在聲優見面活動中cos自己所演繹的角色。
- 因為沒有心機個性直率的關係，會做出或說出各種旁人看不懂的奇妙的舉動，因此被同業戲稱為小野zone。

## 演出作品
※粗體字表示說明飾演的主要角色。

### 電視動畫
2002年
- 白色十字架（理事長的護衛）
- 浮游泉大冒險（漕ぎ手A）
- 驚爆危機（小林）
- 魯邦三世 EPISODE:0 ファーストコンタクト-特別篇

2003年
- R.O.D -THE TV-（擔當編集）
- 妮嘉尋親記（馬西摩）
- 狼雨（奪還隊B）
- 拜託了雙子星（搭訕男）
- 你所期望的永遠（男）
- 最遊記RELOAD（妖怪）
- 真月譚月姫（アナウンサー、同級生A、係員、死体）
- 神魂合體（杉山）
- 廢棄公主（基達夫）
- 初音島（栗利時）
- 野驁射手（菊本初）
- 真珠美人魚（式場の人A）
- 驚爆危機？校園篇（ふもっふ）（小林、坂本）
- 星球流浪記（レーダー係）
- 洛克人EXE AXESS（プリズマン、ショウギマン、C國のスタッフ、ダークロイドB、アナウンス 他）

2004年
- 阿嘉莎·克莉絲蒂 名偵探白羅與瑪波（日语：アガサ・クリスティーの名探偵ポワロとマープル）（ハロルド・クラッケンソープ、フィリップ、ミッチェル 他）
- 詩片（都築燎）
- 妖精的旋律（耕太、香苗之父）
- 學園愛麗絲（男1 #1、猛獸使 #23）
- 神無月的巫女#3
- 現視研（委員長）
- 金色賈修（高弗雷）
- 最遊記RELOAD GUNLOCK（和尚、妖怪）
- 小魔女DoReMi OVA 童年秘密篇 (美青年)
- 七武士（かむろ衆A）
- 神魂合體（杉山）
- To Heart～Remember My Memories～（レフェリー）
- 火影忍者（音忍）
- 酷伊忍者傳（忍者2、楓的爸爸）
- 爆裂天使（學生C）
- 雙戀（權田純太郎）
- 怪醫黑傑克（端役多数）
- 美鳥日記（氣功師）
- 烘焙王（受験生）
- 洛克人EXE Stream（ケン、プリズマン、獣醫、車掌ナビ、暴走族A、デブ夫 他）

2005年
- 光速蒙面俠21（水町健悟）
- W.I.T.C.H.（Lord Cedric）
- AIR（國崎往人、空）
- 增血鬼果林（面接官）
- おでんくん（日语：おでんくん）
- 銀牙傳說WEED（カイト）
- 玻璃假面（笠利宏）
- 鴉 -KARAS-（ケン）
- 交響詩篇（将校B）
- 甲蟲王者 森林之民的傳說（卡卡羅）
- 極上生徒會（君塚優一）
- 地獄少女（片岡雅哉）(第11話)
- 星艦駕駛員（五島）
- 戀愛學園2（三郎）
- 聖魔之血（ブリュージュ伯ギィ）
- 到另一個你的身邊去（エンラ）
- 蜂蜜與四葉草（松田一朗、解説）
- 不可思議星球的雙胞胎公主（亞隆國王）
- BLOOD+（反町、村人）
- 驚爆危機（男學生）
- 比賽開始2nd（日语：プレイボール (漫画)）（西田）
- 名偵探柯南（電視旁白）
- 烘焙王（觀眾）
- 薔薇少女（槐）
- 極樂天師（龍寛、番長）

2006年
- 無罪的維納斯（剣吾）
- 魔女之刃（長田）
- 練馬大根兄弟（組長）
- 女生愛女生（曾呂明日太）
- 玻璃艦隊（シーク）
- Gift ~eternal rainbow（坂口）
- 死神的歌謠（松本）
- 涼宮春日的憂鬱（古泉一樹）
- 麵包超人（クマのおじさん #848）
- TSUBASA翼（船員）
- NIGHT HEAD GENESIS（β）
- 王牌酒保（バーテンダーB）
- 暮蟬悲鳴時（赤坂衛）
- 怪醫黑傑克（幹部、副操縦士、間影三（青年時） ）
- 靈幻騎士（黃冠億）
- BLEACH（馬橋）
- 獻上女神的祝福（周藤摩耶）
- 血色花園（尼克）
- 甜蜜聲優（畑田良夫）
- 薔薇少女（槐）
- 機動戰士ガンダムSEED C.E.73 STARGAZER  （史溫·卡爾·巴洋）
- 極樂天師 喝!!（美術部員、番長、作業員）

2007年
- 偶像大師 XENOGLOSSIA（大道楢馬）
- アンデルセン・ストーリーズ（日语：アンデルセン・ストーリーズ）（王子殿下）
- 風之聖痕（八神和麻）
- 星界死者之書 （哀羽愁）
- 現視研2（委員長）
- 鋼鐵神吉克（草薙劍兒）
- 神曲奏界（アカツキ・ディーレン）
- 瀨戶的花嫁（三河海）
- 龍鳴 （神科陣）
- 暮蟬悲鳴時 解（赤坂衛）
- 魔法少女奈葉StrikerS（維洛薩·艾克斯）
- 南家三姊妹（保坂）
- 幸運☆星（小野）
- 魔法人力派遣公司（影崎）

2008年
- CHAOS HEAD（三住大輔）
- CLANNAD ～After Story～ （佐佐木）
- 黑執事（賽巴斯欽·米卡艾利斯）
- 圖書館戰爭（朝比奈 光流）
- 新·安琪莉可 Abyss（修格）
- 新*安琪莉可 Abyss -Second Age-（修格）
- 南家三姊妹～再來一碗～（保坂）
- 幻影少年（二海堂昶）
- 夜櫻四重奏（岸恭助）
- 毀滅世界的六人（那嘉·古列夫）
- 我家有個狐仙大人（恵比壽）

2009年
- 地下城與勇士（ダンジン）
- 11eyes（皐月驅）
- 海猫鳴泣之時 （右代宮戰人）
- 獸之奏者（納索）
- 天才麻將少女（荻義）
- 涼宮春日的憂鬱（2009年版）（古泉一樹）
- 浪漫追星社（武佐）
- 穿越宇宙的少女 （真宮寺時雨）
- 仰望天空的少女瞳中的世界（穆恩特）
- Battle Spirits 少年激霸彈（古勞基·雷）
- 天國少女（尤金・亞歷山大・德・沃爾康）
- 潘朵拉之心（傑克·貝薩流士）
- 南家三姊妹～歡迎回來～（保坂）
- 奇蹟列車～歡迎來到大江戶線～（月島十六夜）
- 世外魔島-黑月之王與雙月公主 （艾克索達・賽羅・克勞）

2010年
- 無法掙脫的背叛（蓮城焰椎真）
- 黑執事II（賽巴斯欽·米卡艾利斯）
- 閃亮雙胞胎（花山）
- 逆轉監督（路易吉田）
- 心靈偵探 八雲（齊藤八雲）
- 無頭騎士異聞錄 DuRaRaRa!!（平和島靜雄）
- 傳說的勇者的傳說（西昂·阿斯塔爾）
- Heartcatch 光之美少女！（西原大輝）
- Battle Spirits Brave（古勞基．雷）
- FORTUNE ARTERIAL -紅色約定-（支倉孝平）
- WORKING!!（佐藤潤）

2011年
- 青之驅魔師（亞瑟·奧古斯都·安潔爾）
- A頻道（佐藤老師、男學生A、校長先生、老人、謎之聲）
- 神的記事本（第四代（雛村壯一郎））
- 機動戰士GUNDAM AGE（沃爾夫·艾尼亞克爾）
- 境界線上的地平線（點蔵・庫羅斯優奈特、巴桑．胡布吉）
- 丹特麗安的書架（修伊）
- 死囚樂園（劍峰凪）
- DOG DAYS（巴納德將軍）
- 日常（烏鴉）
- BLEACH（月島秀九郎）
- 女神異聞錄4（一条康）
- 請認真的和我戀愛！！（綾小路麻呂）
- WORKING'!!（佐藤潤）
- Phi Brain 神之謎題（Doubt）

2012年
- AKB0048（牛山先生）
- 境界線上的地平線（點蔵．庫羅斯由奈特、哈桑．福爾布斯）
- 黑子的籃球（綠間真太郎）
- K（夜刀神狗朗）
- 天才麻將少女 阿知賀篇 episode of side-A（荻良）
- 寶石寵物 Kira☆Deco！（尾崎青騎士／Blue Knight Blue、デコ時計、セスナ、うし、審査員A）
- 白熊咖啡廳（大羊駝）
- 新網球王子（德川一矢）
- Muv-Luv Alternative（勇哉·布里吉斯）
- DOG DAYS（巴納德將軍）
- 要聽爸爸的話（仁村浩一）
- Phi Brain 神之謎題II（Doubt）
- BRAVE10（霧隱才藏）
- 輪迴的拉格朗日（迪賽爾瑪因）
- 輪迴的拉格朗日第2季（迪賽爾瑪因）
- MAGI魔奇少年（辛巴達）

2013年
- 南家三姊妹 我回來了（保坂）
- 玉子市場（Florist Princess〈花瀨薰〉）
- 宇宙战舰大和号2199（古代進）※2012年起于电影院先行上映
- 歌之王子殿下 MAJI LOVE2000%（皇綺羅）
- 黑色嘉年華（平門）
- 進擊的巨人（艾爾文·史密斯）
- 高鐵英雄（吳剛）
- 麻雀飯店（塩川）
- 兄弟鬥爭（朝日奈昴）
- 小鎮有你（風間恭輔）
- Phi Brain 神之謎題III（岩清水）
- 黑子的篮球 第2期（綠間真太郎）
- 魔奇少年 The Kingdom of Magic（辛巴達）
- 夜櫻四重奏 -花之歌-（岸恭助）

2014年
- 流浪神差（大黑）
- WIZARD BARRISTERS～弁魔士賽希爾（工白志吹）
- JOJO的奇妙冒險 星塵鬥士（空條承太郎）
- 諸神的惡作劇（黑帝斯*艾多紐斯）
- 黑執事 Book of Circus（賽巴斯欽·米卡艾利斯）
- 元氣囝仔（半田清舟）
- 月刊少女野崎君（前野蜜也）
- 火星異種「阿聶克斯一號篇」（鬼塚慶次）
- 電波少女與錢仙大人（銀仙）

2015年
- DOG DAYS″（巴納德將軍）
- 戰國無雙（真田信之）
- 無頭騎士異聞錄 DuRaRaRa!!×2 承（平和島靜雄）
- 黑子的篮球 第3期（綠間真太郎）
- 歌之王子殿下 第三季 真愛革命 (皇綺羅)
- 終結的熾天使（五士典人）
- 山田君與7人魔女（五十嵐潮）
- 小長門有希的消失（古泉一樹）
- 無頭騎士異聞錄 DuRaRaRa!!×2 轉（平和島靜雄）
- Charlotte（乙坂隼翼）
- WORKING!!!（佐藤潤）
- 流浪神差 ARAGOTO（大黑）
- K -RETURN OF KINGS K- (夜刀神狗朗）
- 進擊！巨人中學校（艾爾文·史密斯）
- 阿松（十四松）[3]
- 終結的熾天使 名古屋決戰篇（五士典人）

2016年
- 疾走王子Alternative（支倉希斯）
- NORN9 命運九重奏（吾妻夏彥）
- 百無禁忌！女高中生私房話（運動男）
- 雙星之陰陽師（土御門御影／安倍晴明）
- 石膏男孩（瑪爾斯）
- 無頭騎士異聞錄 DuRaRaRa!!×2 結（平和島靜雄）
- Dimension W －第四次元－（間淵·響麻）
- JOJO的奇妙冒險 不滅鑽石（空條承太郎）
- 火星異種 復仇（鬼塚慶次）
- 魔奇少年 辛巴達的冒險（辛巴達）
- 名偵探柯南（寅谷銀助 #821）
- B-PROJECT ～鼓動＊Ambitious～（北門倫毘沙）
- DAYS（君下敦）
- 熱情傳奇（戴澤爾）
- 吸血鬼僕人（月滿弓影）
- 91Days（瓦諾）
- 齊木楠雄的災難（燃堂力、燃堂父親、燃堂母親、可樂男爵）
- 歌之王子殿下 第四季 真爱LEGEND STAR（皇綺羅）
- 刀劍亂舞－花丸－（沖田總司）
- 3年D班玻璃假面（速水真澄）
- TRICKSTER －來自江戶川亂步「少年偵探團」－（明智小五郎）
- 我太受歡迎了，該怎麼辦？（殿）
- 漂流武士（布屈·卡西迪）

2017年
- 秋葉原之旅 -THE ANIMATION-（政田池輝）
- 風夏（矢矧）
- 飆速宅男 NEW GENERATION（銅橋正清）
- 小林家的龍女僕（法夫納）
- 來自「没有荣耀的天才們」的故事（日语：栄光なき天才たち）（古橋廣之進）[4]
- 進擊的巨人 Season 2（艾爾文·史密斯）
- 王室教師海涅（艾因斯·馮·古蘭茲來赫）
- Re:CREATORS（廢墟的男子/卡隆·塞加）
- 覆面系NOISE（悠埜佳斗[5]）
- 夏目友人帳 陸（葵）
- 活擊 刀劍亂舞（坂本龍馬）
- 騎士&魔法（埃姆里思·耶爾·弗雷梅維拉）
- 徒然喜歡你（湯川英樹）
- 捏造陷阱 -NTR-（藤原）
- Princess Principal（英格威）
- KAITO×ANSA（黑霧悠）
- 阿松（第2期）（十四松）
- 黑色五葉草（威廉·凡強斯）
- 血界戰線 & BEYOND（菲利浦·雷諾爾）
- 奇諾之旅 -the Beautiful World- the Animated Series（旅行者奇諾）
- 3月的獅子 第2期（櫻井岳人）
- 名偵探柯南（伊織無我）
- UQ HOLDER! ~魔法老師 第2季~（阿爾比雷歐·伊馬）
- 盡量加油吧！魔法少女胡桃 第一季（日语：せいぜいがんばれ!魔法少女くるみ）（夾克紳士、青木山慎司）

2018年
- 七大罪 戒律的復活（多洛爾）
- 學園奶爸（犀川惠吾）
- 飆速宅男 GLORY LINE（銅橋正清）
- 霸穹 封神演義（姬發）
- 博多豚骨拉麵團（馬場善治）
- 齊木楠雄的災難 第2期（燃堂力）
- 銀河英雄傳說 Die Neue These 邂逅（渥佛根·米達麥亞）
- 和風喫茶鹿楓堂（格雷戈里奧·瓦倫蒂諾）
- 後街女孩（山本健太郎[6]）
- 工作細胞（殺手T細胞）
- 進擊的巨人 Season 3（艾爾文·史密斯）
- JOJO的奇妙冒險 黃金之風（空條承太郎）
- 寄宿學校的茱麗葉（犬塚藍瑠[7]）
- 中間管理錄利根川（外出者）
- 艾梅洛閣下II世事件簿 -魔眼蒐集列車 Grace note-（亞德）
- 深夜！天才妙老爹（日语：深夜!天才バカボン）（傻方）
- 宇宙戰艦大和號2202：愛的戰士們（古代進）
- 盡量加油吧！魔法少女胡桃 第二季（日语：せいぜいがんばれ!魔法少女くるみ）（夾克紳士、青木山慎司）

2019年
- 同居人時而在腿上，時而跑到腦袋上。（黑）
- B-PROJECT ～絕頂＊Emotion～（北門倫毘沙）
- 文豪Stray Dogs 第3期（A）
- 入間同學入魔了！（那貝流斯・卡爾耶格）
- 七大罪 眾神的逆麟（多洛爾）
- 火之丸相撲（兵藤真磋人）
- 鑽石王牌（本鄉正宗）
- 妖怪人間貝姆（赫爾穆特·菲爾特）
- 夢幻之星 Online 2 Episode Oracle（亞修）
- 萌獸寵物店（半獸人王）
- 忍者亂太郎（歐卡希尼）（宇宙大冒險特別篇）

2020年
- 寶可夢 旅途（丹帝[8]）
- 索瑪麗與森林之神（哥雷姆）
- 別冊奧林匹克之環（德米特里）
- 炎炎消防隊 貳之章（帕特·柯·潘恩[9]）
- 神之塔（芬世卡爾·洛雷）
- 喵的咧～貓咪戲說日本史！（日语：ねこねこ日本史）（武田家臣A、建御雷神、柿本人麻呂）
- 天晴爛漫！（吉爾·T·席格）
- 眾神眷顧的男人（蘭哈特・賈米爾）
- 盡量加油吧！魔法少女胡桃 第三季（日语：せいぜいがんばれ!魔法少女くるみ）（夾克紳士、青木山慎司）
- 富豪刑事 Balance:UNLIMITED（里卡多）（第五話客串）
- 阿松（第3期）（十四松）
- 體操武士（錦織 茂）
- 黃金神威（年輕時的用一郎）（第32話客串）

2021年
- 工作細胞！！（殺手T細胞／記憶T細胞[10]）
- 暮蟬悲鳴時業（赤坂衛[11]）
- 堀與宮村（堀京介[12]）
- 怪物事變（米哈伊[13]）
- 無職轉生～到了異世界就拿出真本事～（菲利普·伯雷亞斯·格雷拉特）
- 真・中華一番！（朱七[14]）
- 後空翻少年！！（七之濱政宗[15]）
- 入間同學入魔了！第2期（那貝流斯・卡爾耶格）
- 再見了，我的克拉默（電視劇旁白）
- 東京復仇者（武藤泰宏[16]）
- CESTVS -羅馬拳鬥士-（阿德尼斯）
- 小林家的龍女僕S（法夫納[17]））
- 暗夜第六感 2041（霧原直人[18]）
- 蓋特機器人ARC（ロン・シュヴァイツァ）
- 暮蟬悲鳴時卒（赤坂衛）
- 陰晴不定的體操哥哥（猫田又彥[19]）
- 暖暖日記（ダイス）
- SELECTION PROJECT（墨熊貓[20]／紅豆湯純）
- 鍵等（國崎往人）
- 吸血鬼馬上死（日吉）
- SAKUGAN（ドン）
- 特斯拉筆記（大東大和）
- 艾梅洛閣下II世事件簿 -魔眼蒐集列車 Grace note- 特別篇（亞德）

2022年
- 失格紋的最強賢者（蓋亞斯）
- 里亞德錄大地（斯卡魯格[21]）
- JoJo的奇妙冒險 石之海（空條承太郎[22]）
- TRIBE NINE（櫻花札）
- 朋友遊戲（丹羽萬里）
- 社畜想被幼女幽靈療癒。（本週的「好可愛。」擔當）
- 女忍者椿的心事（猴子、章魚）
- 鍵等（廢墟獵人）
- 新網球王子 U-17 世界盃（德川一矢）
- 軟軟噗尼寵物小精靈（旁白）
- 入間同學入魔了！第3期（那貝流斯・卡爾耶格）
- 飆速宅男 LIMIT BREAK（銅橋正清）
- 4個人各自有著自己的秘密（所長[23]）

2023年
- HIGH CARD 至高之牌（西奧多·康斯坦丁·皮諾克爾）
- 吸血鬼馬上死2（日吉）
- 東京復仇者 聖夜決戰篇（武藤泰宏）
- 魔術士歐菲 流浪之旅 阿邦拉馬篇（艾德[24]）
- 真·進化果實～不知不覺踏上勝利的人生～（尤迪斯）
- 我的英雄學院 第6期（第二代ONE FOR ALL[25]）
- 眾神眷顧的男人2（蘭哈特・賈米爾）
- 進擊的巨人 The Final Season 完結篇（艾爾文·史密斯）
- 異世界悠閒農家（維爾格萊夫）
- 冒險大陸 阿尼亞王國（ダーク・フレイム）
- Opus.COLORs 色彩高校星（八柳真[26]）
- JoJo的奇妙冒險 石之海（像承太郎的男人）
- 魔術士歐菲 流浪之旅 聖域篇（艾德）
- 和山田談場Lv999的戀愛（套裝男）
- 藍色管弦樂（鮎川廣明[27]）
- 成為悲劇元凶的最強異端，最後頭目女王為了人民犧牲奉獻（卡拉姆·包爾德[28]）
- 堀與宮村 -piece-（堀京介[29]）
- 神劍闖江湖－明治劍客浪漫譚－（相樂總三）
- 聖者無雙～上班族的異世界生存之道～（加爾巴[30]）
- MF GHOST 燃油車鬥魂（相葉瞬[31]）
- B-PROJECT ～熱烈＊Love Call～（北門倫毘沙[32]）
- 東京復仇者 天竺篇（武藤泰宏）
- 凹凸魔女的親子日常（葛林德[33]）
- 我的新上司是天然呆（白崎清優）
- 逃走中 THE GREAT MISSION（凱特）

2024年
- 青之驅魔師 島根啟明結社篇（亞瑟·奧古斯都·安潔爾）
- 輪迴第7次的惡役令孃，在前敵國享受自由自在的新娘生活（米歇爾·艾凡[34]）
- HIGH CARD 至高之牌 season2（西奧多·康斯坦丁·皮諾克爾[35]）
- 公主殿下，「拷問」的時間到了（謎之騎士／魯修）
- 外科醫生愛麗絲（萊恩·德·克洛倫斯[36]）
- 四處貼上吧！小狗（ぬ朗[37]）
- 狩火之王 第2期（阿知的父親）
- 反派千金等級99～我是隱藏頭目但不是魔王～（魔王）
- 魔女與野獸（蘇文）
- 黑執事 -寄宿學校篇-（賽巴斯欽·米卡艾利斯[38]）
- 關於我轉生變成史萊姆這檔事 第3期（格蘭貝爾）
- 我的英雄學院 第7期（第二代ONE FOR ALL）
- 王牌酒保 神之杯（黒澤純一郎）
- 多數欠（八木橋藤十郎[39]）
- 【我推的孩子】 第2期（GOA[40]）
- 這個世界漏洞百出（陣[41]）
- 金肉人 完美超人始祖篇（泰利人[42]）
- 異世界失格（柏原[43]）
- 軟軟噗尼寵物小精靈 噗尼2（旁白[44]）
- 青之驅魔師 雪之盡頭篇（亞瑟·奧古斯都·安潔爾[45]）
- MF GHOST 燃油車鬥魂 第2期（相葉瞬[46]）

2025年
- 異修羅（駭人的托洛亞[47]）
- 黑執事 -綠之魔女篇-（賽巴斯欽·米卡艾利斯[48]）
- #空帕斯2.0：陣地攻防戰（13[49]）
- 炎炎消防隊 參之章（帕特·柯·潘恩[50]）
- LAZARUS 拉撒路（[51]）
- WIND BREAKER—防風少年— 第2期（棪堂哉真鬥）
- 軟軟噗尼寵物小精靈 噗尼3（旁白[52]）
- 阿松 第4期（十四松[53]）
- 去唱卡拉OK吧！（成田狂兒[54]）
- 和山田談場Lv999的戀愛（穿西裝的男人）

2026年
- 東京復仇者 三天戰爭篇（武藤泰宏[55]）

### OVA
- 機動戰士GUNDAM SEED C.E.73 STARGAZER（史威恩·卡爾·巴亞）
- 新天魔界混沌時代3～時之封印～Session.1（亞路菲爾特）
- 新天魔界混沌時代3～時之封印～Session.2（亞路菲爾特）
- 殭屍借貸 特別編（鶇修司）
- 水色OVA（健二父）
- 魔法先生ネギま！～白き翼 ALA ALBA～(阿爾比雷歐·伊馬/古奈爾·桑塔斯)
- 名偵探柯南 目標毛利小五郎！少年偵探團秘密偵查（村上雅也）
- 秋之回憶 3.5 朝向回憶的彼方（鷺澤一蹴）
- 秋之回憶 3.5 傳達祈願的時刻（鷺澤一蹴）
- BALDR FORCE EXE RESOLUTION（柏木洋介）
- 惡魔奶爸（夏目慎太郎）
- 黑執事 謝爾艾莉絲夢遊仙境（塞巴斯欽·米卡艾利斯）
- 聖鬥士星矢 THE LOST CANVAS 冥王神話（巨蟹座 馬尼戈特）
- 魔奇少年 辛巴達的冒險（辛巴達）※漫畫第3卷特別版原創動畫附DVD

2012年
- A頻道 +smile（佐藤老師）

2015年
- 黑執事 Book of Murder（塞巴斯欽·米卡艾利斯）
- 無頭騎士異聞錄 DuRaRaRa!!×2 承 外傳！？ 第4.5話 我的心是火鍋的形狀（平和島靜雄）※劇場先行上映[56]
- 無頭騎士異聞錄 DuRaRaRa!!×2 轉 外傳！？ 第13.5話 戀愛故事鏗鏗鏗（平和島靜雄）※劇場先行上映[57]
- 流浪神差「夜斗神連續殺人事件」（大黑）※單行本第15卷限定版附贈DVD

2016年
- 流浪神差「一起拍照吧」（大黑）※單行本第16卷限定版附贈DVD
- 無頭騎士異聞錄 DuRaRaRa!!×2 結 外傳！？ 第19.5話 DuFuFuFu!!（平和島靜雄）※劇場先行上映[58]

2017年
- A頻道 +smile（佐藤老師、亞歷山大石）

### 劇場版動畫
2003年
- 我的孫悟空（次郎真君）

2004年
- 超越障礙:真實與勇氣之間（修）

2005年
- 怪醫黑傑克（救護人員）

2007年
- 火影忍者疾風傳（首領）

2008年
- 棒球大聯盟劇場版 友情的一球（亞瑟）

2009年
- 仰望天空的少女瞳中的世界（穆恩特）

2010年
- 涼宮春日的消失（古泉一樹）
- 劇場版「文學少女」（芥川一詩）

2011年
- 手塚治蟲的佛陀-美麗的赤色沙漠-（車匿）
- 獻給某飛行員的戀歌（卡洛・雷瓦姆）

2012年
- 青之驅魔師 劇場版（亞瑟·奧古斯都·安潔爾）
- 009 RE:CYBORG（002 傑特·林格）
- 被狙擊的學園（京極亮一）

2014年
- 黑之栖（日语：黒の栖-クロノス-）（瀨野晶）
- 玉子愛情故事（Florist Princess〈花瀨薰〉）
- 劇場版 K MISSING KINGS（夜刀神狗朗）
- 高鐵英雄（吳剛）
- 新劇場版 頭文字D Legend1 -覺醒-（高橋涼介）
- Happiness Charge 光之美少女 劇場版 人偶之國的芭蕾舞女（齊格王子）
- 宇宙戰艦大和號2199 追憶的航海（古代進、旁白）
- 進擊的巨人 劇場版 前篇～紅蓮的弓矢～（艾爾文·史密斯）
- 宇宙戰艦大和號2199 星巡的方舟（古代進）

2015年
- 新劇場版 頭文字D Legend2 -鬥走-（高橋涼介）
- 進擊的巨人 劇場版 後編〜自由之翼〜 （艾爾文·史密斯）

2016年
- GANTZ:O（加藤勝）
- 黑子的籃球Winter Cup總集編（綠間真太郎）
- 這個世界的角落（哲）
- Planetarian～星之人～（星之人〈青年時期〉）
- POP IN Q（小湊俊平[59]）

2017年
- 劇場版 黑執事 Book of the Atlantic（賽巴斯欽·米卡艾利斯）
- 宇宙戰艦大和號2202 愛的戰士們（古代進）
- 黑子的籃球 LAST GAME（綠間真太郎）
- 名偵探柯南 唐紅的戀歌   （伊織無我）
- 哥吉拉 怪獸惑星（艾略特·里蘭）

2018年
- 忍者蝙蝠俠（夜翼）
- 哥吉拉 噬星者（艾略特·里蘭）

2019年
- 劇場版 王室教師海涅（艾因斯·馮·古蘭茲來赫）
- 阿松 劇場版（十四松）
- 劇場版 歌之王子殿下 真愛王國（皇綺羅）

2020年
- 數碼寶貝 LAST EVOLUTION 絆（井村京太郎）
- 哆啦A夢 大雄的新恐龍（恐龍博士）

2021年
- 劇場版 Free! 男子游泳部 -the Final Stroke-（金城楓）
- 宇宙戰艦大和號2205 新的旅程（古代進）
- 劇場版 超時空要塞Δ 絕對LIVE!!!!!!（ヨハン・ウインリー）

2022年
- BLUE THERMAL（朝比奈燿[60]）
- 電影 後空翻少年!!（七之濱政宗）
- 阿松～希皮波族與閃耀果實～（十四松）

2023年
- 阿松～靈魂的章魚燒派對與傳說的夜宿活動～（十四松）

2024年
- 名偵探柯南：100萬美元的五稜星（伊織無我）
- 永遠的大和號 REBEL3199 第一章 黑之侵略（古代進[61]）
- 風都偵探 假面騎士Skull的肖像（萬燈雪侍[62]）
- 永遠的大和號 REBEL3199 第二章 赤日之出擊（古代進[63]）

2025年
- 永遠的大和號 REBEL3199 第三章 群青的小行星（古代進[64]）
- 小林家的龍女僕 害怕孤獨的龍（法夫納[65]）
- 永遠的大和號 REBEL3199 第四章 水色的少女（古代進[66]）

### 網路動畫
- 小涼宮春日的憂鬱（古泉一樹）
  - Nyoron☆小鶴屋學姐（古泉一樹、客の男）
- 麟光之翼第2集
- Starry☆Sky（東月錫也）

2016年
- 怪物彈珠 第2章（神俱土春馬）
- planetarian 星之夢（廢墟獵人）

2019年
- 列比乌斯 （雨果·斯特拉托斯）
- 齊木楠雄的災難 再啟動篇（燃堂力）

2022年
- 風都偵探（萬燈雪侍[67]）

2025年
- 忍者蝙蝠俠VS極道聯盟（夜翼[68]）

### 特攝
- 再見，假面騎士電王 Final Countdown （泰迪異魔神）
- 假面騎士x假面騎士x假面騎士 THE MOVIE 超·電王三部曲（Episode Blue- 派遣異魔神NEWTRAL）（泰迪異魔神）